# Polstermühle
Polstermühle ist ein Gemeindeteil der Stadt Parsberg im Landkreis Neumarkt in der Oberpfalz in Bayern.

## Geographie
Die Einöde liegt rund vier Kilometer nordwestlich des Stadtzentrums von Parsberg im Oberpfälzer Jura der Fränkischen Alb im Tal der Schwarzen Laber. Südwestlich befindet sich 610 m ü. NHN die Burgruine Adelburg. 
Die Polstermühle ist verkehrsmäßig erschlossen durch eine Gemeindeverbindungsstraße, die nordwestlich der Mühle von der Staatsstraße 2251 abzweigt und nach der Mühle in südöstlicher Richtung im Tal der Schwarzen Laber weiter zum Parsberger Gemeindeteil Klapfenberg führt. Rund 1 km östlich der Mühle führt die Bundesautobahn 3 vorbei; die nächsten Anschlussstellen sind die AS 93 Velburg und die AS 94 Parsberg. 

## Geschichte
Um 1600 ist das Mühlenanwesen als „Kuefußmuhl/Kuefuesmuhl“ in der Karte von Christoph Vogel eingetragen. Die später sogenannte Polstermühle, wohl nach einer Besitzerfamilie so benannt, unterstand dem pfalz-neuburgischen Pflegamt Velburg. Gegen Ende des Alten Reiches, um 1800, saß auf dem Anwesen als Untertan der Müller Schaller, der hier eine Mahl- und Sägemühle betrieb; 1723 hatte Adam Schaller von der Schallermühle die Witwe Walburga Seitz von der Polstermühle geheiratet.
Im Königreich Bayern (1806) wurde die Polstermühle dem Steuerdistrikt Klapfenberg im Landgericht Parsberg zugegeben. Mit dem zweiten Gemeindeedikt von 1818 wurde die Ruralgemeinde Klapfenberg gebildet, die nur aus dem Dorf Klapfenberg und der Einöde Polstermühle bestand. Diese Gemeinde wurde mit der Gemeinde Ronsolden zur neuen Gemeinde Ronsolden im Landkreis Parsberg vereinigt. Als diese im Zuge der Gebietsreform in Bayern aufgelöst wurde, kamen Teile davon am 1. Januar 1972 in die nunmehr dem Landkreis Neumarkt i.d.OPf. zugehörende Stadt Parsberg, darunter auch die Polstermühle.

### Einwohner- und Gebäudezahl
- 1861: 16 Einwohner, 11 Gebäude, „Palstermühle“ (Gemeinde Ronsolden),[7]
- 1871: 14 Einwohner, 7 Gebäude; Großviehbestand 1873: 6 Pferde, 18 Stück Rindvieh,[8]
- 1900: 12 Einwohner, 2 Wohngebäude,[9]
- 1938: 12 Einwohner (Katholiken),[10]
- 1950: 15 Einwohner, 2 Wohngebäude,[11]
- 1987: 4 Einwohner, 1 Wohngebäude, 1 Wohnung.[12]

Um 1870 besaß Johann Schaller, um 1925 Max Schaller, die Mühle, die unter ihm in den 1940er Jahren mittels Walzenstühle zur Kunstmühle modernisiert wurde. 1972 wurde der Mühlenbetrieb und 1987 der Betrieb des Sägewerks eingestellt, die Stromerzeugung mittels Turbinen wurde beibehalten. Das erhalten gebliebene historische Mühlengehöft, eine geschlossene Vierseitanlage des 18. Jahrhunderts, gilt als Baudenkmal. Siehe auch Liste der Baudenkmäler in Parsberg#Polstermühle.

### Kirchliche Verhältnisse
Die Einöde gehört seit altersher zum Sprengel der katholischen Pfarrei Klapfenberg im Bistum Eichstätt; die Pfarrei war von 1554 bis 1618 unter Pfalz-Neuburg lutherisch. Nach Klapfenberg, 2,5 km von der Mühle entfernt, gingen die Müllerskinder auch zur Schule.

## Persönlichkeiten
- Johann Schaller (* 4. Januar 1840 in der Polstermühle; † 9. August 1923 ebenda), Abgeordneter im Bayerischen Landtag 1899–1907[16]